# Bachelor of Laws
Bachelor of Laws (afkorting LL.B. of LLB, Latijn: Legum Baccalaureus) is een bachelorgraad in het kader van het bachelor-masterstelsel. In Nederland kan de graad worden verleend als toevoeging aan de graad Bachelor, na het met goed gevolg afleggen van het afsluitend examen van een bacheloropleiding in het wetenschappelijk onderwijs op het gebied van het recht (art. 1 Regeling titulatuur hoger onderwijs). Ook opleidingen die voor het grootste deel gericht zijn op rechten, zoals HBO Rechten en Sociaal Juridische Dienstverlening, komen in aanmerking voor de toevoeging van LLB aan de bachelorgraad (zie Bijlage Referentielijst internationale herkenbaarheid titulatuur hoger beroepsonderwijs). In België wordt de graad afgegeven door zowel universiteiten als hogescholen na het volgen van een bachelor in de rechtsgeleerdheid.
De graad met toevoeging of Laws wordt gebruikt om aan te geven dat men de vierjarige bacheloropleiding op een hogeschool of de driejarige bacheloropleiding op de universiteit heeft afgerond. De dubbele 'L' in de graad LL.B. is een afkorting van het Latijnse legum. Dat is de genitief meervoud van het woord lex, dat 'wet' betekent. Oorspronkelijk werd hiermee bedoeld "beide rechtsstelsels", het kerkelijke en het wereldlijke recht.
In West-Europa wordt deze opleiding verzorgd door universiteiten en hogescholen. Universiteiten stellen een afgeronde bacheloropleiding, een hbo-propedeuse of een vwo-diploma Voorbereidend wetenschappelijk onderwijs als toelatingsvoorwaarde. Hogescholen hebben dezelfde voorwaarden, maar laten ook havisten en mbo-niveau-4-diplomabezitters toe tot de opleidingen. De bacheloropleidingen dienen geaccrediteerd (erkend) te zijn om zo een valide diploma af te kunnen geven.
Na het behalen van deze bachelorgraad kan men in veel landen kiezen door te studeren voor de mastergraad Master of Laws, die vooralsnog in Nederland alleen door universiteiten wordt verzorgd.
De graad Bachelor of Laws is internationaal erkend en staat qua niveau boven de vroegere universitaire titel kandidaat in de rechten: bachelordiploma's geven immers toegang tot de arbeidsmarkt en zijn derhalve de facto einddiploma's. Wettelijk gezien heeft de academische bachelor in Vlaanderen echter niet het statuut van een einddiploma, omdat het Arbitragehof heeft geoordeeld dat de Vlaamse Gemeenschap grondwettelijk niet bevoegd is nieuwe universitaire einddiploma's te creëren.
In Nederland is het sinds 1 januari 2018 verboden om deze graad te voeren zonder daartoe gerechtigd te zijn. In Vlaanderen gold deze bescherming al langer. Na het behalen van de bacheloropleiding mag in plaats van de graad ook de titel bc. (van baccalaureus) voor de naam gevoerd worden. De graad wordt echter nooit tegelijkertijd met de titel gevoerd.
De relevante wetgeving in Vlaanderen is artikel 25 Decreet 4 april 2003 betreffende de herstructurering van het hoger onderwijs in Vlaanderen (zoals laatst gewijzigd bij Decreet van 1 juli 2011). Dit artikel stelt onder meer: "De toevoeging van de specificaties 'of Arts', 'of Science', 'of Laws', 'of Medicine', 'of Veterinary Science', 'of Veterinary Medicine' of 'of Philosophy' en de afkortingen, vermeld in artikel 13, genieten dezelfde bescherming als de graad zelf en de met de graad verbonden titel."

## Opleiding
Ter illustratie van de opleiding rechten volgt hieronder de samenstelling van het programma aan de UGent
| 1ste jaar | 2de jaar                                                     | 3de jaar                                                    |
| 1ste semester | 1ste semester                                                | 1ste semester                                               |
| --- | ------------------------------------------------------------ | ----------------------------------------------------------- |
| Algemene rechtsleer en rechtsmethodiek | Bestuursrecht                                                | Europees recht                                              |
| Argumentatieleer | Europese en Belgische privaatrechtsgeschiedenis              | Familierecht                                                |
| Inleiding tot het privaatrecht | Mensenrechten                                                | Arbeidsrecht                                                |
| Geschiedenis van de politiek en van het publiekrecht | Verbintenissenrecht                                          | Bijzondere overeenkomsten en persoonlijke zekerheidsrechten |
| Economie |                                                              | Vennootschapsrecht en rechtspersonenrecht                   |
| Politieke en rechtsfilosofische stromingen |                                                              |                                                             |
| 2de semester |                                                              |                                                             |
| Staatsrecht | Burgerlijk procesrecht                                       | Handelsrecht en insolventierecht                            |
| Strafrecht | Onrechtmatige daad en alternatieve schadevergoedingssystemen | Fiscaal recht                                               |
| Internationaal publiekrecht | Zakenrecht en zakelijke zekerheidsrechten                    | Strafvordering                                              |
| Inleiding tot de sociale psychologie | Boekhoudrecht en balansanalyse                               | Juridisch schrijven                                         |
| Sociologie | Ruimtelijk bestuursrecht                                     |                                                             |
| | keuzevak*                                                    |                                                             |
| jaarvakken |                                                              |                                                             |
| Praktische oefeningen I | Praktische oefeningen II                                     | Praktische oefeningen III                                   |
| keuzevakken* |                                                              |                                                             |
| 2 vakken op te nemen van deze 5: Recht en ethiek, Rechtseconomie, Rechtssociologie, Criminologie, Rechtsantropologie of vak van maximum 6 studiepunten te selecteren uit een andere bacheloropleiding aan de UGent. |                                                              |                                                             |